# Quiosco de periódicos

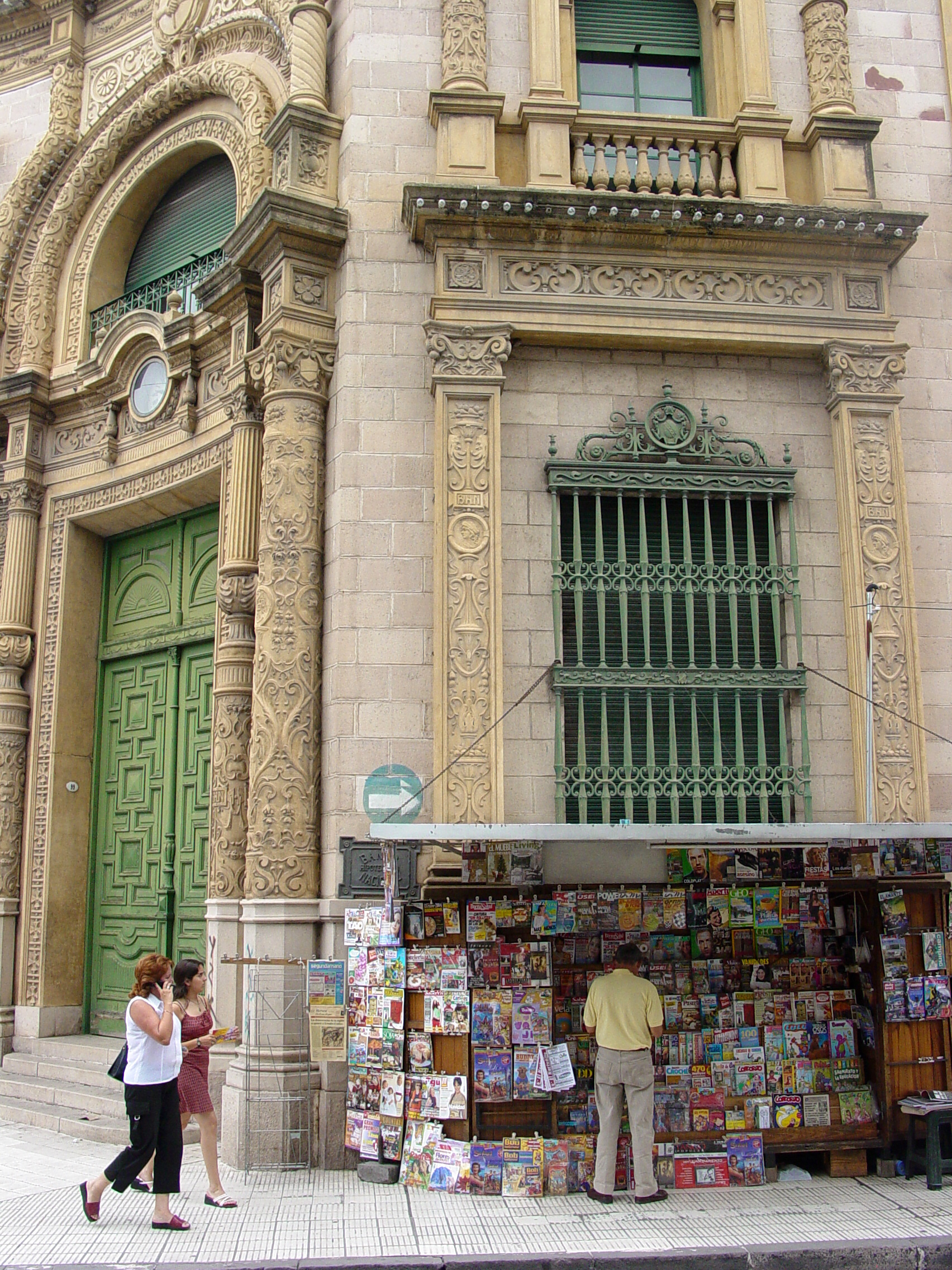
Quiosco de diarios en la ciudad de Salta.

Un quiosco de periódicos, quiosco de diarios, quiosco de prensa o puesto de periódicos es un puesto que se instala generalmente sobre la acera u otro lugar público y se dedica a comercializar principalmente periódicos y revistas. Está a cargo de un vendedor de periódicos, también denominado diariero en algunos países como Uruguay y Argentina.

## El quiosco de prensa
Desde un punto de vista constructivo-jurídico, en la actualidad se entiende por quiosco de prensa una construcción fija de una superficie aproximada de unos seis metros cuadrados ubicada preferentemente en vías públicas y destinada esencialmente a la venta de periódicos y revistas; concepto este que enlaza con el significado de la palabra en su segunda acepción, según el diccionario de la Real Academia Española. Su diseño y características constructivas y estéticas aparece regulado en la normativa urbanística o en la ordenanza (norma reguladora) específica (ordenanza de kioscos) que a tal efecto aprueban los Ayuntamientos. Dado que, en general, los kioscos se ubican en espacio público, su instalación y explotación exige previa autorización municipal (es lo que se denomina legalmente “concesión administrativa”). Aunque con menos frecuencia, también es posible la instalación de kioscos de prensa en zonas de titularidad privada, lo que no les exime de cumplir las condiciones constructivas o estéticas reguladas con carácter general por los Ayuntamientos en el marco del diseño general del mobiliario urbano. A tal efecto, la indicada normativa establece los requisitos y características específicas que habrán de cumplir este tipo de construcciones; entre las que conviene destacar, a modo de ejemplo, las siguientes:

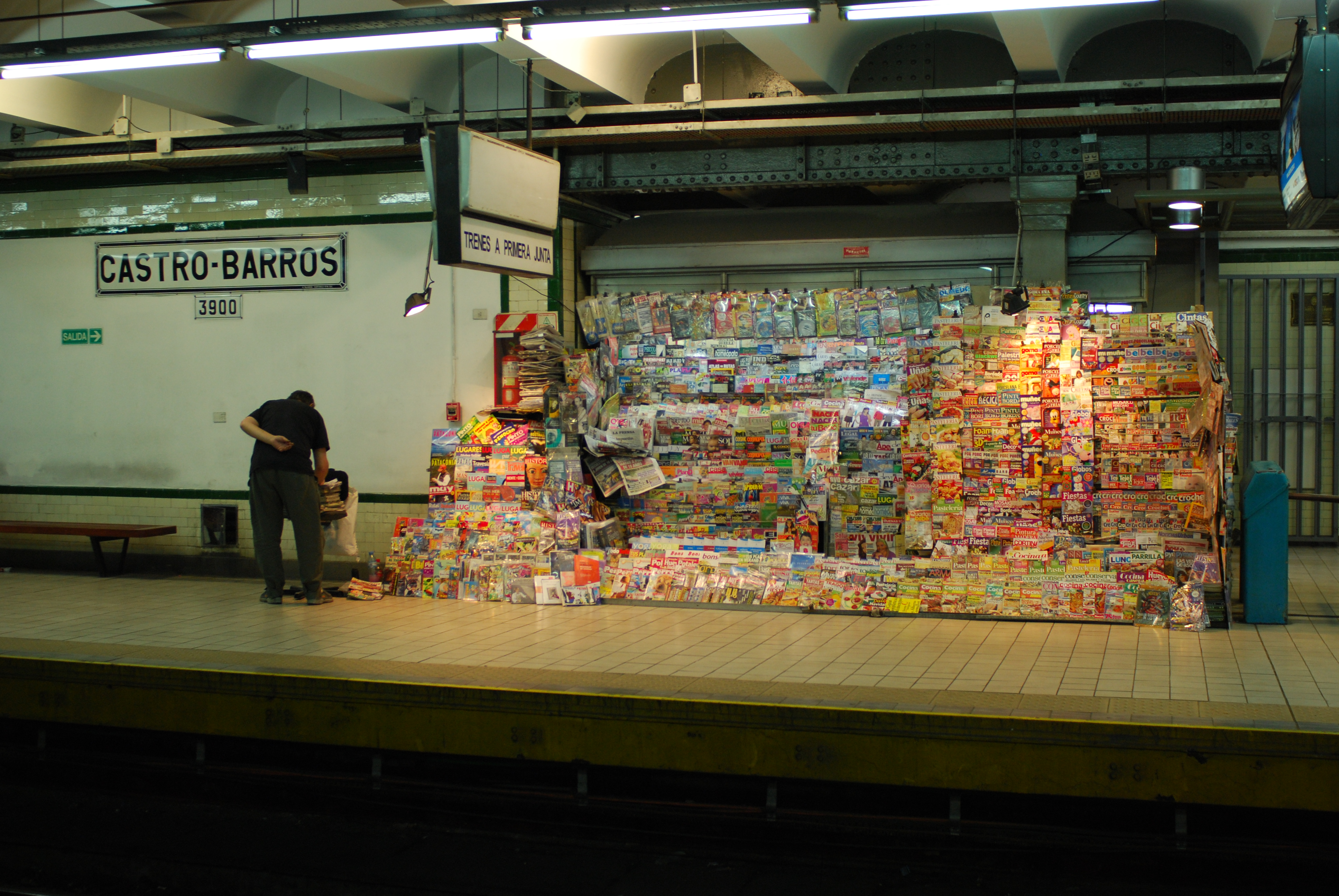
Kiosco de diarios en la estación Castro Barros del Subterráneo de Buenos Aires.

- La ubicación: la situación general de los quioscos en las aceras será en su tercio exterior de forma que su frente de venta mire hacia la edificación, sus elementos más salientes, una vez desplegados, se encuentren como mínimo a una distancia de aproximadamente 50 cm de la alineación del bordillo, y de unos 2,00 m de los cuerpos o elementos salientes de las edificaciones y de otros muebles urbanos. Deberán estar separados de los pasos de cebra, semáforos, salidas de vehículos y esquinas una distancia mínima de 5 m., no pudiendo ser ubicados en el ámbito abarcado por la prolongación de las alineaciones de las manzanas edificables o edificadas y la del bordillo en las confluencias de calles. Los kioscos que desarrollen la misma actividad, guardarán una distancia mínima entre sí de 250 m., reduciéndose esta a un mínimo de 50 m cuando sus objetos de venta sean diferentes. El ancho mínimo libre de itinerarios destinados al paso de peatones será de 1,20 m. En aceras, la anchura libre deberá ser igual o superior a 90 cm. No existirán obstáculos verticales en ningún punto de la superficie que comprenda un paso de peatones.

- Las dimensiones y la forma de la base: la superficie aproximada será de unos seis metros cuadrados, encontrándose distribuidos en una amplia variedad de formas como son las bases circulares, cuadradas, rectangulares, ovaladas, etc. A efectos del cómputo de la superficie máxima permitida, se considerará el quiosco en su situación de cerrado.

- El material, la sección y el tipo de sujeción de los soportes: los soportes suelen estar constituidos de acero galvanizado de base cuadrada o circular y de sección suficiente para soportar la carga y la sobrecarga previstas; y provistos de tornillos para nivelación. El anclado de los soportes al pavimento se puede realizar, por ejemplo, con tornillos de acero galvanizado de 15 cm de longitud y 1,5 cm de diámetro.

- El material de los cerramientos laterales: se emplean materiales como el aluminio lacado y vidrio transparente de seguridad

- El tipo de pavimento, su carga y su sobrecarga: generalmente pavimento autorresistente cuya carga y sobrecarga rondan los 250 kg/m2.

- La forma de la cubierta: varía esta entre cubiertas cónicas, abovedadas, en forma de embarcación invertida, etc.

- Las dimensiones y el tipo de los huecos laterales: usualmente practicables con espacios libres comprendidos entre anchos de 0'60 y 0'80 m.

- El material y el tipo de estructura: suele utilizarse una estructura con perfiles de aluminio anodizado

- El tipo de voladizo y el vuelo máximo: se establecen límites máximos, así, para el vuelo de la cubierta, por ejemplo, no deberá sobresalir más de 50 cm de los planos de sus caras exteriores, salvo la fachada de venta en la que se permitirá un vuelo mayor acorde con el diseño del quiosco.

- Los toldos: los toldos se situarán bajo los vuelos de la cubierta, integrados en su diseño y previa la correspondiente autorización. Los elementos volados de los quioscos, tendrán su borde inferior a una altura superior a 2,10 m.

- La rotulación: también se establecen límites, así por ejemplo, permitir solo la instalación de un rótulo no luminoso con la leyenda que corresponda al tipo de venta autorizada.

- Las instalaciones: las acometidas de los servicios de teléfono, electricidad, etc. serán subterráneas, y deberán proveerse de la correspondiente licencia de obras en la vía pública, previo pago de tasas.

- El color: que variará en función de lo establecido por la norma. A modo de ejemplo, desde 1997, en la ciudad de Alicante (España), existen las variedades verde inglés, beige, blanco y azul marino.

- La publicidad: también sometida a límites; por ejemplo, los quioscos podrán disponer de una superficie destinada a mensajes publicitarios, que no podrá exceder de 6 m², siempre que esté integrada en su diseño y previa obtención de la correspondiente concesión administrativa o licencia de publicidad.

## Clases de quioscos
En general, los kioscos de prensa se pueden clasificar atendiendo a: (1) su sistema constructivo, (2) la titularidad del suelo en el que se ubica y (3) el régimen legal que autoriza su instalación y funcionamiento:

### 1. Por su sistema constructivo
- a. Los realizados "in situ" mediante las correspondientes obras de fábrica, u otras técnicas constructivas.
- b. Los fabricados en talleres que para su instalación no precisan realizar obras de fábrica.

### 2. Por la propiedad del suelo en el que se ubica
- a. En vías y espacios de dominio público.
- b. En terrenos de titularidad privada.

### 3. Por el régimen legal que autoriza y regula su instalación y funcionamiento
- a. Por licencia o simple autorización
- b. Por concesión administrativa

## Origen y transformaciones

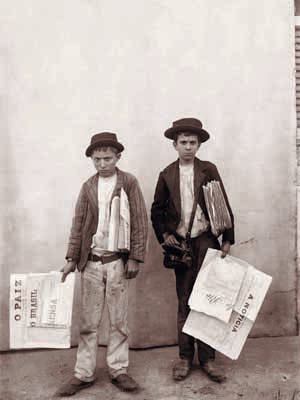
Vendedores ambulantes de periódicos.

En la medida en la que el kiosco de prensa es un eslabón de la cadena que une la edición de la prensa escrita y el usuario final (el lector), su origen y evolución es tributario de las transformaciones (sociológicas y tecnológicas) operadas en la historia de la prensa escrita y en la sociedad en general.
Prescindiendo de antecedentes remotos (desde el nacimiento de la escritura, en el 4000 AC hasta la aparición, a finales del siglo XV, de la prensa escrita en forma de “hojas sueltas”), desde el momento en el que técnicamente aparece la impresión masiva de noticias y anuncios comerciales (publicación de los grandes rotativos como el Journal de Paris, en 1777 y The Times, en Inglaterra en 1785), surge la necesidad de un agente que físicamente lleve el periódico hasta el cliente o lector.
Inicialmente esa función la realiza de forma personal y ambulante el “vendedor de periódicos”, cuya imagen recorriendo las calles y voceando la cabecera del periódico o las últimas noticias, está en nuestro imaginario colectivo, esencialmente a través de múltiples películas. Esta función se realiza en un contexto histórico y social caracterizado por la existencia de pocos diarios, con escasas páginas y con una reducida población lectora (mediados del siglo XIX, prensa para elites); circunstancias, todas ellas, que hacen viable la difusión o venta del periódico a través de medios humanos (el vendedor) y sin necesidad de complejas estructuras materiales, organizativas y técnicas. La función del vendedor es ofrecer en la propia calle, o incluso llevándolo a los domicilios, el periódico a un limitado número de personas potencialmente interesadas en adquirirlo (lo que hoy denominaríamos “un mercado reducido”).
Desde una perspectiva general, y muy sintética, se puede afirmar que la historia de la prensa escrita es la historia de su progresiva masificación o popularización, siendo esa historia la que genera la necesidad que da lugar al surgimiento del kiosco de prensa en los términos que más arriba se ha definido.

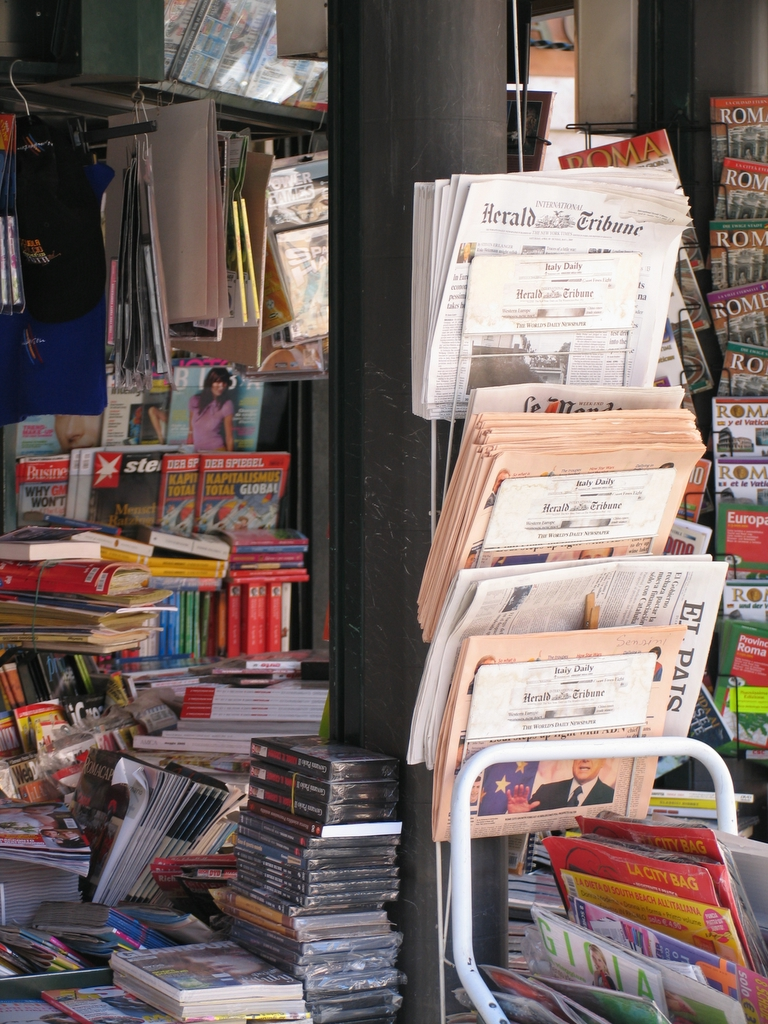
Imagen que ilustra como se ha incrementado el número de publicaciones y el número de páginas de las mismas.

 De ese modo, tras la etapa inicial en la que el vendedor de periódicos buscaba al cliente, se produce una triple circunstancia relevante: por un lado, se incrementa el número de publicaciones y el número de páginas de las mismas (esto a su vez es debido a las mejoras tecnológicas de los procesos de impresión y edición); por el otro, se amplía el ámbito de lectores y el de capas sociales interesadas en la compra y lectura de la prensa (en la base de este proceso está el aumento general del nivel de vida y de la educación de los ciudadanos, lo que les permite acceder a una actividad - la lectura de los periódicos - antes limitada a las elites); y finalmente, los editores maximizan el margen de beneficio económico vinculado a la publicidad y utilizan el poder de influencia en la sociedad que otorga la prensa escrita (hasta el punto que en la ciencia política y en la sociología se ha acuñado, para definir este fenómeno, la categoría el cuarto poder). La triple circunstancia a la que acabamos de aludir empieza a dificultar la venta tradicional (personal y ambulante) del periódico. Ello impulsa la concentración de la venta o distribución de periódicos en puntos fijos caracterizados por un importante tránsito de personas a las que se les facilita la compra del producto. En ese punto de inflexión podemos situar históricamente, y desde un punto de vista funcional, el origen del kiosco de prensa en sentido contemporáneo. A partir de esta etapa surge el kiosco como una construcción (al principio ligera y muy precaria) fija y destinada a la venta al público de periódicos y revistas. Una construcción o espacio capaz de albergar, y proteger de las inclemencias climáticas, tanto la multiplicidad de productos escritos o gráficos (periódicos, revistas, libros, postales, etc.) generados por la industria de los medios de difusión escritos, atenta a suministrar productos variados a una clientela cada vez más amplia, como al propio vendedor. Pues en el proceso, que estamos describiendo, se produjo la extensión de los potenciales lectores (pasando del varón acomodado y culto, a los miembros de todas las clases sociales, a las mujeres y a los niños) y el desarrollo y especialización de las publicaciones (pasando del periódico tradicional de noticias a las revistas ilustradas y, en general, a publicaciones especializadas).
El proceso de especialización de la prensa se podría situar entre 1840 y 1914, periodo en el cual la libertad de prensa facilita la aparición de multitud de publicaciones. A partir de los periódicos de noticias generales, surgieron progresivamente - a medida que aumentaba la población con acceso educativo y económico a la lectura - las nuevas temáticas que conocemos y que continúan en vigor: prensa económica, deportiva, sensacionalista, del corazón, infantil y de otros géneros (ciencia, historia, motor, nuevas tecnologías...); todas ellas dedicadas a un público específico y con la finalidad de interesar al mayor número posible de clientes. Pues no se debe olvidar que la mayoría de las publicaciones, aun siendo diferente su temática, pertenecen a un mismo grupo editorial, y que mediante la especificidad de las temáticas y atrayendo al mayor número posible de lectores, incrementa su mercado a la búsqueda del beneficio empresarial. Estos conceptos (“diversificación”, “especialización temática”, etc.) forman parte de lo que se denomina “estrategia de marketing” de los grupos editoriales.

## Evolución de los sistemas tecnológicos

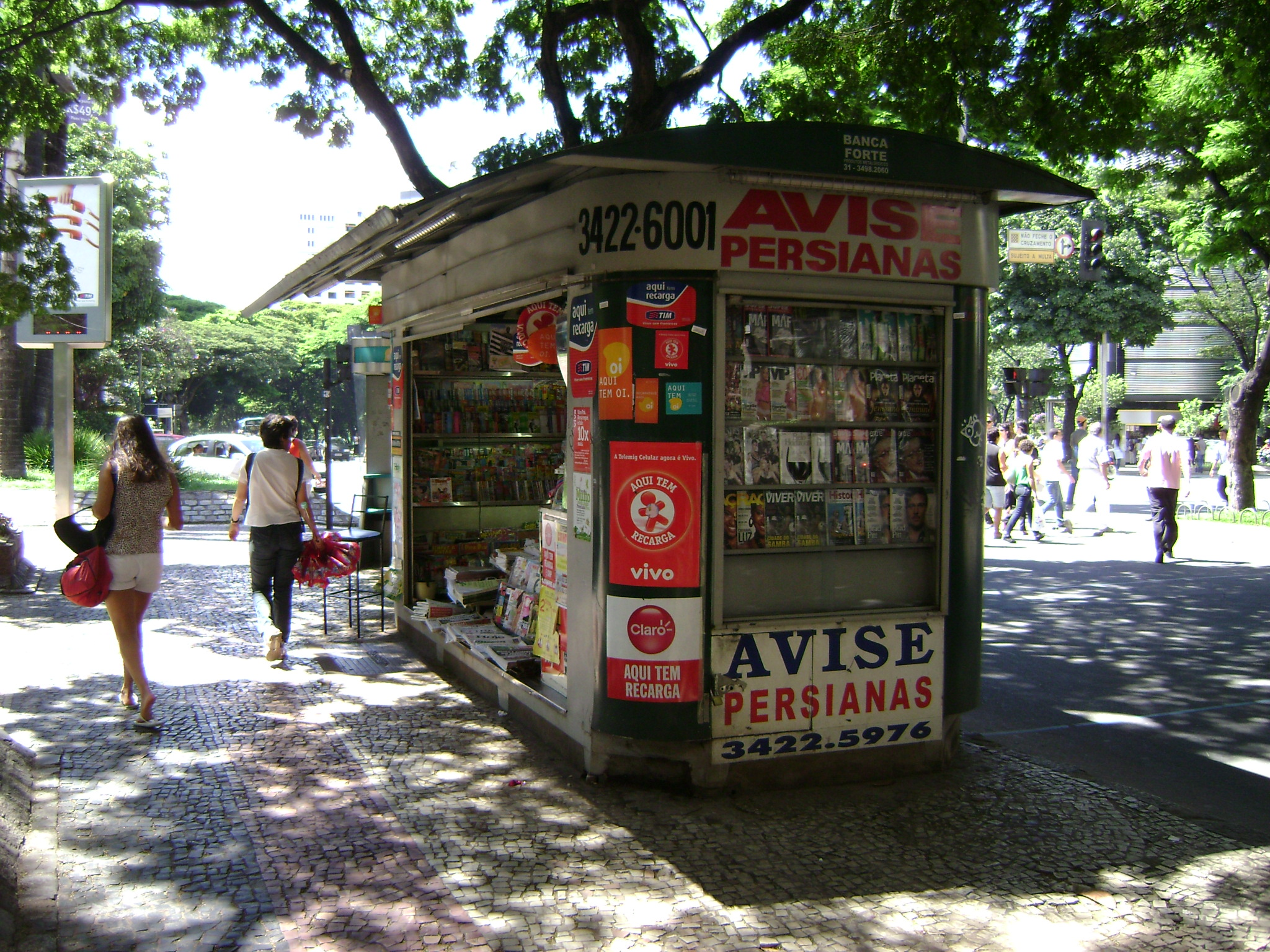
Quiosco de diarios en una plaza de Belo Horizonte, Brasil.

A comienzos del siglo XX surgen los primeros puestos dedicados a la venta de periódicos, al principio ligeros y precarios, constituidos normalmente por una mesa de madera situada en lugares muy transitados (grandes avenidas, entradas de los mercados, parques, plazas, etc.). Estos primeros puestos, pronto evolucionan a construcciones fijas un poco más elaboradas, que permiten albergar y proteger de las inclemencias climáticas tanto a las publicaciones como al propio vendedor. Seguidamente, aparecen los expositores que evolucionan desde la simple mesa a estanterías, soportes, cerramientos en forma de vitrinas, puertas practicables expositoras, cajas expositoras hasta soportes publicitarios. Todos estos elementos contribuyen a la venta del producto, puesto que si éste no se “muestra”, no existe para el comprador y por tanto no se venden.
Pero además, en un kiosco podemos encontrar sistemas tecnológicos que se han ido desarrollando a lo largo del tiempo en función de los avances técnicos. La caja registradora, las instalaciones (luz y teléfono), la máquina de tabaco, la nevera y el congelador de los helados, han ido determinando: por un lado, el espacio mínimo necesario de la parte interior del kiosco; y por el otro, las mercancías que pueden ser almacenadas y vendidas en el mismo.
El toldo, además de contribuir al confort térmico del vendedor, también provee de refugio a los compradores en los días lluviosos o de incesante sol, facilitándoles de este modo la compra; y además actúa como reclamo o icono del kiosco para los transeúntes.
Desde hace algunos años, en determinados kioscos empieza a implementarse también el ordenador como instrumento de ayuda en la gestión del negocio, además de una variedad de aparatos electrónicos que realizan tareas específicas como la recarga de teléfonos móviles o de los abonos de transporte.
En algunos países como por ejemplo Venezuela los quioscos de prensa han evolucionado al punto de que expenden no sólo diarios, revistas, snacks y golosinas sino que también fungen como agencias de loterías y en algunos casos poseen equipos tecnológicos para recargar saldo a los teléfonos móviles. Sin embargo, la escasez de material para prensa escrita los ha puesto en jaque.

## Función del quiosco de prensa
En línea con lo expuesto en el apartado anterior, el kiosco de prensa forma parte de un concepto más amplio que puede denominarse “punto de venta”. En la actualidad, el “punto de venta” ha ampliado extraordinariamente su ámbito en la estela de la masificación del consumo; de ese modo, aparecen nuevos “puntos de venta” en casi todos los espacios públicos que presentan un alto nivel de concentración o tránsito de personas (aeropuertos o estaciones, grandes superficies comerciales, etc.), no obstante lo cual el kiosco de prensa, inserto en el paisaje urbano, continúa manteniendo un importante nivel de implantación en todas las sociedades desarrolladas, en la medida en que sigue presente en las plazas y viarios públicos y, por tanto, resulta accesible a todas las personas, con independencia del estrato social al que pertenezca; y también, en alguna medida, por cumplir una cierta función de “relación interpersonal” o “punto de encuentro”. No es difícil comprobar empíricamente como, además de comprar el periódico, las personas que acuden al kiosco saludan a su propietario o a otros vecinos que están desarrollando la misma actividad social, comentan el último resultado deportivo o critican la marcha de las obras de reacondicionamiento del barrio, generándose así una compleja red de contactos y comunicaciones interpersonales que contribuye a dar soporte a la vida pública de la zona o la ciudad (entronca así el kiosco con su origen más remoto como construcción enclavada en la plaza, y destinada a manifestaciones público-culturales, como la música, el mimo, o incluso el propio discurso oral; en definitiva, el kiosco como elemento del ágora o foro público, al que remite su raíz etimológica).
En ese sentido, también es de advertir como la ubicación del kiosco suele ocupar lugares estratégicos del barrio o de las ciudades que acaban catalizando parte de las relaciones sociales de la zona; y paradójicamente sirven de instrumento de comunicación de ese ámbito puramente local con el ámbito de comunicación global (este último, generalmente, en sentido únicamente unidireccional; aunque algunas publicaciones, independientemente de su temática, contienen secciones específicas que fomentan la comunicación del lector con el resto de la comunidad, paradigma de lo cual lo constituye la tradicional sección cartas al director), a través de la adquisición de la prensa escrita que informa de acontecimientos ocurridos en todo el mundo (ámbito global de comunicación). Continuando con esta idea, el kiosco, mediante de la venta de productos relacionados con ideas y/o aficiones, fomenta a la creación de comunidades o grupos de lectores unidos (afinidades), a través de dichas publicaciones, por las ideas, actividades, de los contenidos difundidos.
Además, cabe destacar que la confluencia de hechos que definen el kiosco como “punto de venta” en mitad de la calle y como “punto de encuentro” de ciudadanos, y el hecho de que esté situado en lugares de alto tránsito de personas, hacen de él un más que adecuado soporte publicitario. Más allá de los espacios destinados a usos puramente publicitarios (vitrinas con anuncios en forma de pósters, etc.), y regulados convenientemente por la ordenanza de kioscos propia de cada ciudad, las marcas dan prioridad a la exposición de los productos en el kiosco sobre la venta de los mismos, puesto que el simple hecho de que la gente pueda ver las mercancías, genera demanda. Por todo ello por lo que los kioscos tienden a convertirse en pequeños escaparates situados en lugares privilegiados que intentan captar la atención del ciudadano, y que además, le ofrecen la posibilidad inmediata de adquirir los productos en ese mismo instante y en ese mismo lugar (“inmediatez que satisface el impulso de la compra”).

## Negocio y comunicación
Más allá de ser adecuada la definición del kiosco como eslabón de la cadena que une la edición del periódico con el lector y, por tanto, que contribuye a la difusión de la comunicación y de la cultura, lo cierto es que el kiosco de prensa es también, cuando no esencialmente, el ámbito físico en el que se desarrolla una actividad estrictamente mercantil (venta de mercancía a cambio de precio), lo que condiciona decisivamente su ubicación, sus características constructivas, y su oferta.
En ese sentido, ya hemos indicado que la elección del lugar se define por el alto potencial de clientes (lugares muy concurridos o de tránsito intenso de personas); las características constructivas se han ido adaptando a las progresivas transformaciones, cualitativas y cuantitativas de los medios de prensa escritos, pasando de la simple mesa o mostrador a las actuales construcciones cerradas (excepto en la fachada abierta al público) capaces de exponer y almacenar stocks de una multiplicidad de publicaciones (revistas mensuales, semanarios, diarios, coleccionables, etc.).
Pero resulta crucial subrayar que el kiosco de prensa, en la búsqueda del beneficio, consustancial a la actividad mercantil, también ha experimentado transformaciones decisivas en el abanico de los productos que constituyen su oferta. Lejos queda la imagen cinematográfica que citábamos al principio del joven vendedor de ejemplares de un periódico. En la actualidad el kiosco de prensa ofrece, en el entorno de su producto central (las publicaciones escritas), todo tipo de soportes de comunicación escrita, incluso libros y soportes audiovisuales vinculados a la estrategia de mercado de los diarios y revistas; también incluye pequeñas mercancías de uso cotidiano (golosinas, pilas, refrescos, helados, etc.) conectados a necesidades secundarias. En definitiva, se ofrece una gama de productos de coste similar al que constituye la actividad esencial e idóneos para ser adquiridos en el acto (cotidiano y regular) de comprar el periódico. Todas estas pequeñas mercancías, que en origen no formaban parte de la actividad principal, actualmente están adquiriendo una gran relevancia, puesto que el aumento de los medios de difusión de información y entretenimiento (radio, televisión e internet) generan la expectativa de una eventual disminución importante de los lectores de prensa escrita. Por tanto, estas mercancías son, en gran medida, un estabilizador de la oferta que permite al propietario del kiosco continuar con su actividad profesional, permitiéndole compensar la disminución de la venta de su producto tradicional.
La búsqueda del beneficio, a la que venimos aludiendo, está viéndose fuertemente condicionada por la revolución de los medios de difusión escritos a la que asistimos a partir de las nuevas tecnologías de la información; cuestión ésta, que se enmarca en el más amplio debate sobre el futuro de la prensa escrita, cuyo análisis desborda los límites de este artículo. Pero no obstante, ya cabe observar como ese proceso de transformación en los soportes de la información (de lo impreso en papel a la impresión digital) empieza a encontrar respuesta en la oferta y características, constructivas y técnicas, de los kioscos de prensa. Valga, a estos efectos, notar que ya se han realizado experiencias piloto en kioscos de prensa de Madrid, y de otras ciudades del mundo, al objeto de convertir al kiosco en un punto de enlace de red wifi de tal modo que en el perímetro del kiosco sea posible la conexión inalámbrica a Internet para usuarios de soportes (vgr. teléfonos móviles de tercera generación) con este servicio. No debe descartarse que próximamente veamos en los expositores o en el propio mostrador del kiosco los nuevos aparatos tecnológicos (e-books, etc.) que permiten el acceso a las ediciones digitales de los periódicos y, en general, a la difusión de información escrita, así como la oferta de servicios complementarios que la posibilitan (tarjetas de móviles, servicios de recarga, etc.).